# Varvažov
Varvažov är en ort i Tjeckien.   Den ligger i distriktet Okres Písek och regionen Södra Böhmen, i den centrala delen av landet, 70 km söder om huvudstaden Prag. Varvažov ligger 429 meter över havet och antalet invånare är 173.
Terrängen runt Varvažov är platt. Runt Varvažov är det glesbefolkat, med 19 invånare per kvadratkilometer. Närmaste större samhälle är Písek, 14,4 km söder om Varvažov. I omgivningarna runt Varvažov växer i huvudsak blandskog.